# واکسن ام‌آران‌ای
واکسن‌های مبتنی بر آران‌ای (به انگلیسی: mRNA vaccine) به دلیل زمان تولید کمتر و اثربخشی بیشتر می‌توانند در این شرایط تأثیرگذار باشند. جدا از بیماری‌های عفونی، واکسن‌های برپایه آران‌ای پتانسیل این را دارند که به‌عنوان گزینه‌های درمانی نو برای بیماری‌های مهم مانند سرطان به‌کاربرده شوند. برخلاف یک واکسن طبیعی، واکسن‌های برپایه آران‌ای با معرفی توالی آران‌ای پیام‌رسان کار می‌کنند که برای آنتی‌ژن اختصاصی بیماری کدگذاری شده‌است. پس از تولید و بیان آنتی‌ژن کدشده در بدن، آنتی‌ژن توسط دستگاه ایمنی شناخته و بدن را برای مبارزه با آنتی‌ژن اصلی آماده می‌کند.

## مزایای واکسن‌های مبتنی بر آران‌ای
واکسن‌های مبتنی بر آران‌ای سریع‌تر و ارزان‌تر از واکسن‌های سنتی تولید می‌شوند و برای بیمار نیز ایمن‌تر هستند، زیرا با به‌کارگیری عناصر عفونی تولید نمی‌شوند. تولید واکسن‌های آران‌ای آزمایشگاهی است و این فرایند می‌تواند استاندارد و مقیاس‌بندی شود و امکان یک پاسخ سریع در شرایط بیماری‌های همه‌گیر را فراهم کند. بیشتر پژوهش‌ها در مورد واکسن‌های آران‌ای برای بیماری‌های عفونی و سرطان است، که در مرحله کارآزمایی بالینی هستند (به انگلیسی: clinical trials)، همچنین پژوهش‌های اولیه در مورد به‌کارگیری واکسن‌های آران‌ای برای آلرژی نیز درحال انجام است.

## آینده واکسن‌ها
هنوز کارهای بسیاری باید انجام شود تا در پایان واکسن آران‌ای پیام‌رسان تبدیل به درمان استاندارد شود، در ضمن، ما نیاز به درک بهتری از عوارض جانبی احتمالی آن‌ها و شواهد بیشتری دربارهٔ اثربخشی طولانی مدت آن‌ها داریم.